# Red Hook (ville, New York)
Red Hook est une ville (town) située dans le comté de Dutchess, dans l'État de New York, aux États-Unis,. En 2010, elle comptait une population de 11 319 habitants, estimée au 1er juillet 2016 à 11 181 habitants.

## Démographie
Lors du recensement de 2010, la ville comptait une population de 11 319 habitants. Elle est estimée, en 2016, à 11 181 habitants.